# The Clancy Brothers
The Clancy Brothers est un groupe irlandais de musique celtique, actif entre 1956 et 1974 et entre 1977 et 1998. Surtout populaires dans les années 1960, ils étaient réputés pour leur pulls irlandais et sont largement crédités pour avoir popularisé la musique irlandaise aux États-Unis.
Les membres du groupe, tous frères, étaient Patrick « Paddy » Clancy, Tom Clancy, Bobby Clancy et Liam Clancy. Paddy, Tom, Bob, et Liam sont surtout connus pour leur travail avec Tommy Makem, avec qui ils ont enregistré des dizaines d'albums sous le nom de The Clancy Brothers and Tommy Makem. Ils ont eu une influence primordiale sur le jeune Bob Dylan et de nombreux autres artistes émergents,.

## Histoire
Après avoir servi dans la Royal Air Force pendant la Seconde Guerre mondiale, Paddy et Tom émigrent d'Angleterre à Toronto en 1947 à bord du S.S. Marine Flasher, accompagnant 400 épouses de guerre. Les seuls hommes à bord sont Paddy, Tom, leur ami Pa Casey et les marins du navire. Une fois à Toronto, Paddy et Tom font divers petits boulots avant de venir aux États-Unis deux ans plus tard, grâce au parrainage de deux tantes. Résidant quelque temps à Cleveland, dans l'Ohio, les deux frères commencent à s'essayer au métier d'acteur. Ils décident de partir pour Hollywood, mais leur voiture tombe en panne peu après le départ. Ils s'installent alors dans la région de New York. Arrivés à Greenwich Village à Manhattan en 1951, Tom et Paddy s'établissent comme acteurs à succès à Broadway et Off-Broadway. Ils font également plusieurs apparitions à la télévision. Les deux frères créent leur propre société de production, Trio Productions, ce qui a conduit au début de leur carrière de chanteurs professionnels. Afin de collecter des fonds pour la société, Paddy et Tom organisent des concerts de chansons folkloriques tard dans la nuit, appelés Swapping Song Fair (rebaptisés plus tard « Midnight Special ») tous les samedis soirs au Cherry Lane Theatre, qu'ils louaient à l'époque pour produire des pièces irlandaises, où ils chantaient certaines des vieilles chansons irlandaises qu'ils connaissaient depuis leur enfance. Quelques chanteurs folkloriques connus, dont Pete Seeger, Woody Guthrie et Jean Ritchie, participent également à ces concerts.
En mars 1956, Tommy Makem est au chômage. Il vient de s'installer à Dover, dans le New Hampshire, où de nombreux membres de sa famille ont émigré pour travailler dans les filatures de coton locales. Il y trouve un emploi dans la fabrication de presses d'imprimerie, mais il a eu un accident lorsqu'une presse en acier de deux tonnes qu'il guidait avec sa main s'est détachée de sa chaîne. La chute de la presse lui arrache les tendons de l'os de trois doigts de la main gauche. Sa main étant en écharpe, et connaissant les frères Clancy à New York, il décide qu'il aimerait enregistrer un disque avec eux. Il en parle à Paddy Clancy, qui, avec le parrainage de Diane Hamilton et l'aide de son frère Liam, fonde un label discographique, Tradition Records, en 1956. Paddy accepte et, avec Tom, Liam et Tommy Makem, il enregistre un album de chansons de rebelles irlandais, The Rising of the Moon, l'une des premières sorties du nouveau label. L'harmonica de Paddy est le seul accompagnement musical de la première version de ce premier album. Il est réenregistré en 1959 avec l'aide de musiciens.
Tom est mort en 1990, Patrick en 1998, Bobby en 2002, Tommy Makken en 2007 et Liam en 2009,.